# Felicity Jones
Felicity Rose Hadley Jones (Birmingham, Inglaterra; 17 de octubre de 1983) es una actriz británica nominada a los Premios Globo de Oro, los Premios BAFTA, los Premios del Sindicato de Actores y los Premios Óscar en la categoría de Mejor Actriz por su interpretación de Jane Wilde Hawking en la película La teoría del todo (2014).

## Biografía
Después de graduarse del Kings Norton Girls School, Jones asistió al King Edward VI Handsworth School, tras lo cual se tomó un año sabático. 
Posteriormente estudió inglés en el Wadham College, Oxford, se graduó con un 2:1 en 2006. Mientras estudiaba inglés, apareció en obras estudiantiles, como Atis en la que interpretó el papel principal, y en 2005 en The Comedy of Errors, de Shakespeare para la gira de verano del Ouds a Japón, protagonizada junto a Harry Lloyd.

## Vida personal
En 2013, Jones se separó de su novio con el que llevaba diez años de relación, el escultor Ed Fornieles, a quien conoció en la Universidad de Oxford cuando él asistía a la Ruskin School of Art, una escuela de arte en la misma ciudad.
En 2015, comenzó una relación con Charles Guard. Anunciaron su compromiso en mayo de 2017. Se casaron en junio de 2018. En diciembre de 2019 la pareja anunció que esperaban su primer hijo. Su hijo nació en abril de 2020. También tiene una hija nacida en 2022.

## Carrera cinematográfica
Tras graduarse, apareció en la serie de la BBC Servants. En televisión empezó a hacerse conocida por su papel antagónico de Ethel Hallow en la serie The Worst Witch y en su posterior secuela Weirdsister College; después de la primera temporada de The Worst Witch, Jones fue reemplazada por Katie Allen. Cuando Weirdsister College comenzó en 2001, Jones regresó como Hallow. Su papel más largo y probablemente el más conocido en general está en la radionovela de la BBC Radio 4 The Archers, donde interpretó a Emma Carter desde 1999 hasta el 2009.
Tomó el papel principal en la adaptación de 2007 de La abadía de Northanger de la escritora Jane Austen para televisión e hizo su debut teatral en That Fase en la Royal Court Theatre en abril de 2007. Además, inició las grabaciones de la serie de la BBC La abadía de Northanger en octubre de 2007.
En 2008, apareció en las películas Brideshead Revisited (2008) y Flashbacks of a Fool (2008), en el episodio "El unicornio y la avispa" de Dr. Who y en el reestreno de The Chalk Garden de Enid Bagnold en el Donmar Warehouse de Londres entre el 5 de junio y el 2 de agosto de 2008.
En mayo de 2009, actuó en una lectura ensayada de Hang Up del escritor Anthony Minghella en el High Tide Festival.
En 2010, Jones apareció en las películas: SouledBoy y La tempestad, basada en una pieza de Shakespeare, dirigida por Julie Taymor. También interpretó a Julie en Cemetery Junction. y a Beth en Albatross dirigida por Niall MacCormick.
Felicity recibió el premio especial del jurado en el Festival de Cine de Sundance 2011 por su actuación en Like Crazy, de Drake Doremus.
Jones actuó en la última entrega de The Amazing Spider-Man 2: Rise of Electro, que se estrenó en mayo de 2014, y en donde compartió pantalla con Andrew Garfield y Emma Stone. En el mismo año apareció en la aclamada película La teoría del todo, encarnando a Jane Wilde, la primera esposa del astrofísico Stephen Hawking. 
En 2016 dio vida a Jyn Erso en Rogue One: una historia de Star Wars, bajo la dirección de Gareth Edwards y compartiendo créditos con los actores Diego Luna, Mads Mikkelsen y Forest Whitaker, entre otros.

## Filmografía

### Cine
| 2008 | Flashbacks of a Fool                      | Ruth (joven)               |
| 2008 | Brideshead Revisited                      | Cordelia Flyte             |
| 2009 | Chéri                                     | Edmée                      |
| 2010 | Cemetery Junction                         | Julie Kendrick             |
| 2010 | SoulBoy                                   | Mandy Hodgson              |
| 2010 | The Tempest                               | Miranda                    |
| 2011 | Like Crazy                                | Anna Gardner               |
| 2011 | Chalet Girl                               | Kimberley «Kim» Mathews    |
| 2011 | Albatross                                 | Beth Fischer               |
| 2011 | Hysteria                                  | Emily Dalrymple            |
| 2012 | Cheerful Weather for the Wedding          | Dolly Thatcham             |
| 2013 | Breathe In                                | Sophie                     |
| 2013 | The Invisible Woman                       | Nelly Ternan               |
| 2014 | The Amazing Spider-Man 2: Rise of Electro | Felicia Hardy              |
| 2014 | La teoría del todo                        | Jane Wilde Hawking         |
| 2015 | True Story                                | Jill Barker                |
| 2016 | Autobahn                                  | Juliette Marne             |
| 2016 | Inferno                                   | Sienna Brooks              |
| 2016 | A Monster Calls                           | Elisabeth «Lizzie» Clayton |
| 2016 | Rogue One: una historia de Star Wars      | Jyn Erso                   |
| 2018 | On the Basis of Sex                       | Ruth Bader Ginsburg        |
| 2019 | The Aeronauts                             | Amelia Wren                |
| 2020 | Cielo de medianoche                       | Iris «Sully» Sullivan      |
| 2020 | Dragon Rider                              | Sorrell (voz)              |
| 2021 | La última carta de amor                   | Ellie Haworth              |
| 2023 | Dead Shot                                 | Catherine                  |
| 2024 | The Brutalist                             | Erzsébet Tóth              |

### Televisión
| 1996      | The Treasure Seekers    | Alice Bastable     | Película para televisión             |
| 1998–1999 | The Worst Witch         | Ethel Hallow       | 11 episodios (temporada 1)           |
| 2001      | Weirdsister College     | Ethel Hallow       | Elenco principal; 13 episodios       |
| 2003      | Servants                | Grace May          | Elenco principal; 6 episodios        |
| 2007      | Arena                   | Ella misma         | Episodio: «The Archers»              |
| 2007      | Northanger Abbey        | Catherine Morland  | Película para televisión             |
| 2007      | Cape Wrath              | Zoe Brogan         | Elenco principal; 8 episodios        |
| 2008      | Doctor Who              | Robina Redmond     | Episodio: «The Unicorn and the Wasp» |
| 2009      | The Diary of Anne Frank | Margot Frank       | Elenco principal (miniserie)         |
| 2010      | Page Eight              | Julianne Worricker | Película para televisión             |
| 2014      | Girls                   | Dottie             | Episodio: «Role-Play»                |
| 2014      | Salting the Battlefield | Julianne Worricker | Película para televisión             |

### Radio
- 1999 - 2009: The Archers, radionovela de la BBC Radio 4.[17] - como Emma Grundy
- 2007: That Face, Royal Court Theatre - como Mia
- 2008: The Chalk Garden, Donmar Warehouse - como Laurel
- 2010: Grand-Galop - como Veronica

## Nominaciones
Premios Óscar
| Año  | Categoría               | Película                 | Resultado |
| ---- | ----------------------- | ------------------------ | --------- |
| 2015 | Mejor actriz            | The Theory of Everything | Nominada  |
| 2025 | Mejor actriz de reparto | The Brutalist            | Nominada  |

Globos de Oro
| Año  | Categoría             | Película                 | Resultado |
| ---- | --------------------- | ------------------------ | --------- |
| 2015 | Mejor actriz de drama | The Theory of Everything | Nominada  |

Premios BAFTA
| Año  | Categoría               | Película                 | Resultado |
| ---- | ----------------------- | ------------------------ | --------- |
| 2015 | Mejor actriz            | The Theory of Everything | Nominada  |
| 2024 | Mejor actriz de reparto | The Brutalist            | Nominada  |

Premios del Sindicato de Actores
| Año  | Categoría     | Película                 | Resultado |
| ---- | ------------- | ------------------------ | --------- |
| 2015 | Mejor actriz  | The Theory of Everything | Nominada  |
| 2015 | Mejor reparto | The Theory of Everything | Nominada  |